# ClanDestine
 (octobre 2014).
ClanDestine est une série de comics de Marvel racontant la vie d'une famille presque immortelle, créée par Alan Davis en 1994. 
La série se concentre sur les frères et sœurs, ainsi que le père Adam. Elalyth, la mère, un djinn, apparait rarement. Chaque membre de la famille possède un ou plusieurs superpouvoirs. Le récit est généralement relaté du point de vue de Rory et Pandora, des jumeaux adolescents qui découvrent leurs pouvoirs et l'histoire de leur famille.

## Biographie fictive de la famille
Adam de Ravencroft est né en 1168 dans une famille de paysans anglais. Adolescent, il tombe du toit de sa maison et s'empale sur une faux; il reste plusieurs jours entre la vie et la mort, dans le coma. Une belle jeune femme lui apparait dans un rêve. À son réveil, aucune cicatrice de sa blessure ne subsiste.
À nouveau sur pied, Adam part en croisade avec Richard Cœur de Lion; il se rend peu à peu compte qu'il ne sera jamais blessé, quelle que soit l'issue de la bataille ou son ampleur. Le surnom d'Adam Destine lui est donné par ses camarades.
Alors que sa renommée augmente, Adam est kidnappé par un chef de l'armée musulmane. Connaissant son pouvoir, ce dernier lui donne une mission: libérer un immense pouvoir magique contrôlé par un sorcier. Adam découvre l'artefact qui en est à l'origine. Pour empêcher ce pouvoir de tomber entre de mauvaises mains, il le brise. Cet artefact se révèle être une prison pour un djinn nommé Elalyth qui se trouve être la femme de ses visions. Adam l'épouse et elle récompense son courage en le rendant immortel et invulnérable.
Au cours des siècles suivants, Adam et Elalyth donnent naissance à plusieurs enfants qui forment le clan Destine. Les membres de la famille cachent leur longévité et leurs pouvoirs au commun des mortels.
Peu de temps après la naissance des jumeaux Rory et Pandora (jumeaux garçon/fille), Vincent, l'un des membres de la famille, perd la raison. Adam n'a d'autre choix que de le tuer. Elalyth ne supportant pas cet acte, quitte Adam. Celui-ci s'exile dans l'espace. Walter et Florence, membres de la fratrie, prennent en charge les jumeaux Rory et Pandora, en se faisant passer pour leur oncle et leur grand-mère.
La série débute quand les jumeaux, adolescents, découvrent progressivement leurs pouvoirs. Ignorant tout de leurs origines, ils décident d'être des superhéros (en costume).
Après l'assassinat de Florence et Walter, les aînés du clan racontent aux jumeaux l'histoire de leur famille et leur présentent leur père.

## Membres de la famille et leurs super-pouvoirs
- Adam: le père, né en 1168, mais avec l'apparence d'un homme de 35 ans. Il est invulnérable et a disparu pendant 15 ans.
- Rory (alias Crimson Crusader):  12 ans, il contrôle la gravité et peut voler, soulever de fortes charges ou encore générer un champ protecteur. Rory doit être à proximité de Pandora pour utiliser ses pouvoirs.
- Pandora (alias Imp): sœur jumelle de Rory, elle peut lancer des rafales d'énergie, mais doit être à proximité de Rory pour utiliser ses pouvoirs.
- Samantha (alias Argent): elle peut générer du métal afin de se créer une armure ou matérialiser des objets.
- Dominic (Hex): possède des sens surdéveloppés.
- Albert: moine bouddhiste ayant l'apparence d'un homme de 80 ans, il a le pouvoir de soigner ou de tuer.
- Kay (Cuckoo): l'aînée, elle maîtrise la télépathie et peut transférer son esprit dans d'autres corps.
- Newton: intelligence surhumaine, il vit sur une autre planète.
- Walter (Wallop): il se transforme en un monstre bleu à la force surhumaine.
- William (Cap'n Oz): force, agilité et endurance surhumaines.
- Gracie: née en 1503, elle a l'apparence d'une femme de 60 ans, est télépathe et télékinésiste. Elle maîtrise des arts mystiques.

Lors d'une balade d'Adam avec Rory et Pandora sur leur propriété, on peut voir des tombes de la famille : Sherlock, Garth, Vance et Vincent.